# Peña
 (juillet 2018).
Si vous disposez d'ouvrages ou d'articles de référence ou si vous connaissez des sites web de qualité traitant du thème abordé ici, merci de compléter l'article en donnant les références utiles à sa vérifiabilité et en les liant à la section « Notes et références ».
Pour les articles homonymes, voir Peña (homonymie).

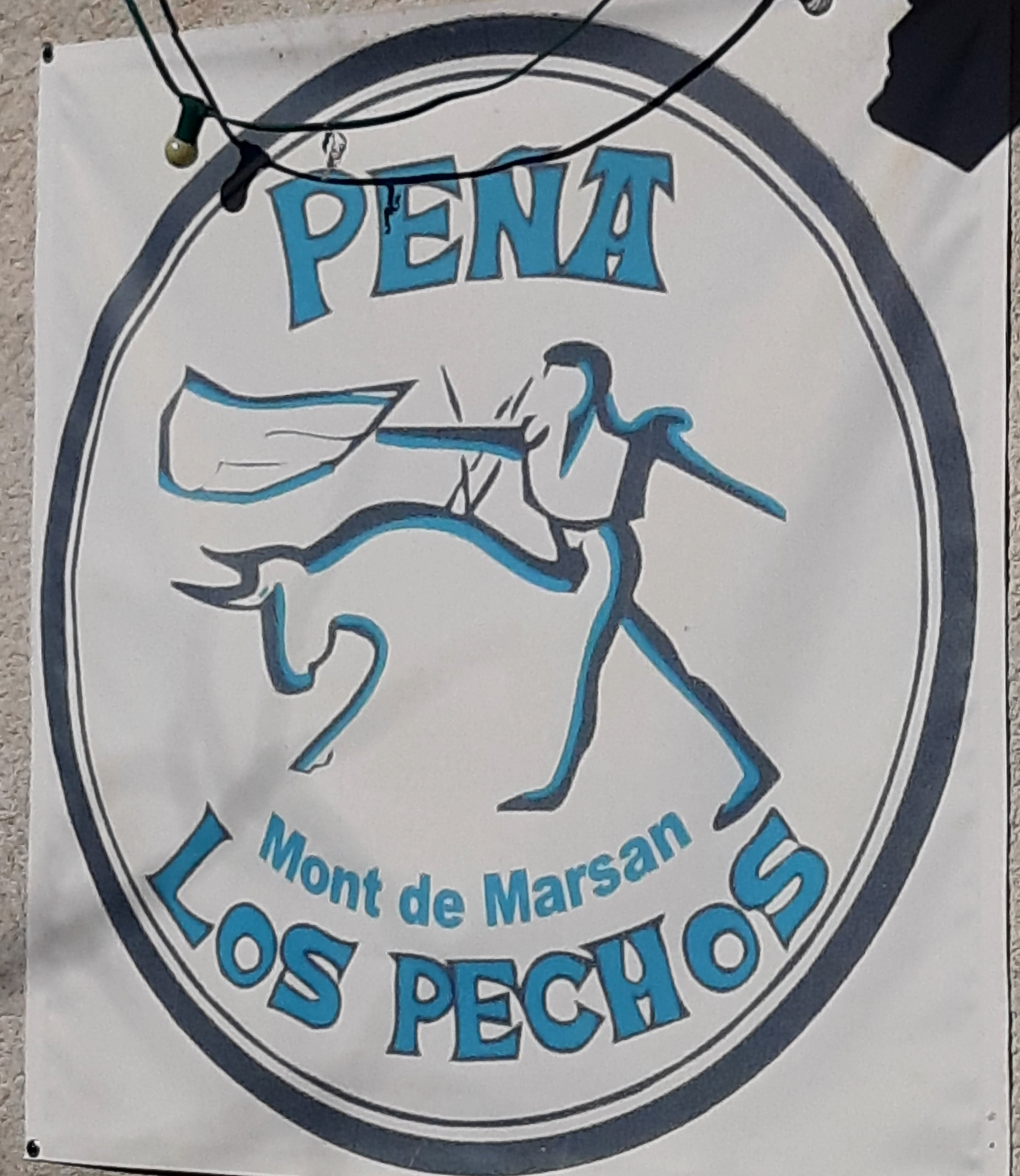
Peña taurine Los Pechos de Mont-de-Marsan

Dans les pays hispaniques et le sud de la France, une peña (en catalan : penya) est un groupe d’amis se constituant en société pour partager une ou plusieurs passions communes, dans une ambiance informelle et souvent liée à la fête[évasif]. En Amérique du Sud, et en particulier en Argentine, en Bolivie et au Chili, on appelle peña un club de supporters sportifs, ou un lieu culturel qui tient à la fois du cabaret, du café-théâtre ou du café-concert, et de l'espace d'exposition.

## Espagne
En Espagne, il y a des peñas taurines (les membres se réunissant pour parler de leur afición, assister à des corridas, visiter des élevages, etc.), des peñas de supporteurs (football notamment), voire des peñas liées à un groupe de musique.

### Pampelune
En Navarre, la peña est indéniablement liée à la fête. Il existe à Pampelune seize peñas dites sanfermineras, c'est-à-dire seize peñas dont l’objet est de partager les Fêtes de la cité. Leur vie est conditionnée par San Fermín, qu’elles préparent tout au long de l’année. Ces sociétés proposent néanmoins à leurs sociétaires un grand nombre d’activités en dehors des fêtes : culturelles, sportives, repas, cours de basque… Qui plus est, elles ouvrent leurs locaux régulièrement (certaines tous les jours), ce qui en fait des lieux de rencontre entre sociétaires et habitants du quartier.
Si les premières peñas créées étaient situées en centre-ville, les dernières nées sont plutôt attachées à des quartiers situés hors du centre. La première à avoir vu le jour est la Peña La Única en 1903, suivie de deux autres dans les années 1930, puis d’une grande vague de créations entre 1945 et 1955. On assiste à une dernière vague de fondations dans les années qui ont suivi la mort de Franco. Les peñas comptent entre 250 et 450 membres, auxquels il faut ajouter les txikis, mineurs qui ne peuvent être sociétaires.
Chaque peña possède un foulard propre, une ceinture (faja) et une blouse (surchemise, de couleur différente selon la peña, que portent les membres pour se reconnaître entre eux). Durant les sanfermines, elles sont accompagnées d’une txaranga (orchestre engagé pour la durée des fêtes) et d’une banderole retraçant sous forme de dessin et avec ironie les évènements marquants de l’année dans la vie locale et internationale et portée par les sociétaires pour annoncer l’arrivée de la peña. Chaque peña possède également un hymne chantant les mérites des Fêtes et de l’association, joué à l'envi.
La plupart de ces associations ouvrent leur local du centre-ville pour les fêtes. Elles entrent en scène le 7 juillet, premier jour de toros. On les voit alors sillonner les rues de la ville le midi pour l’apéritif ; les sociétaires qui le veulent peuvent alors se joindre à la txaranga précédée de la banderole, pour rendre visite aux bars de la ville.

## Amérique du Sud
En Amérique du Sud, et plus généralement en Amérique latine, une peña est plutôt un cercle de musiciens, même s'il existe aussi des peñas sportives de supporters d'un club. Sous l'influence peut-être des cafés cantantes de flamenco de Séville, des cafés-concerts et des cabarets du Quartier Latin à Paris comme le cabaret L'Escale rue Monsieur le Prince dans les années 1950-1960, les peñas d'Amérique latine sont devenues des sortes de cafés-théâtres et galeries d'art à la fois. Elles sont généralement créées par une association ou un groupe de musiciens pour devenir un creuset de création artistique, et notamment donner l'impulsion d'un genre musical nouveau.
C'est le cas par exemple de la Peña de los Parra (es) fondée en 1965 à Santiago du Chili  par les enfants de Violeta Parra, Isábel et Ángel Parra dans la mouvance de la Nueva canción chilienne. Le chanteur-poète, guitariste et homme de théâtre martyr Víctor Jara l'a beaucoup fréquentée dans les années 1960 et au début des années 1970, notamment pour y danser et y jouer des cuecas.
Un autre exemple célèbre est la Peña Naira créée elle aussi en 1965 (le 21 janvier), au 161 de la rue Sagárnaga à La Paz (Bolivie), autour du groupe de Los Jairas,, du mouvement du « néo-folklore » bolivien et de l'« Alto folklore » des Andes, notamment avec le charanguiste Ernesto Cavour et le kéniste Gilbert Favre. Sous l'intitulé de « galerie d'art, d'artisanat et de folklore », elle a été fondée par Luis Alberto "Pepe" Ballon et Jorge Carrasco Núñez Del Prado. Elle a présenté des expositions d'art pictural (activité principale) ; sans laisser de côté bien sûr les concerts de musique andine, les conférences, débats, cinéma, marionnettes, soirées littéraires, théâtre. Elle a été fréquentée par des groupes de musique andine devenus plus ou moins célèbres comme les groupes Ruphay (es), Los Jairitas (avec le kéniste Marcelo Peña), Luz del Ande. Elle est aujourd'hui dirigée par le maestro Ernesto Cavour, et contribue donc particulièrement au rayonnement de son instrument, le charango.

## France

### Languedoc
Dans le Languedoc, et plus particulièrement dans le Gard et l'Hérault, les peñas sont des groupes de musique de rue qui réunissent des instruments à vent et des percussions. Ces groupes animent les fêtes votives, les manifestations taurines et diverses occasions particulières (joutes nautiques, mariages, foires commerciales...). Le nombre des musiciens est moins important que celui des bandas du sud-ouest, avec en principe un seul participant par « pupitre », parfois doublé. La nomenclature instrumentale la plus répandue est : premier saxophone alto, deuxième saxophone alto, saxophone ténor, première trompette (souvent doublée), deuxième trompette (parfois doublée), trombone, soubassophone, caisse claire et accessoires, grosse caisse.

### Sud-Ouest
Les peñas du Sud-Ouest se rapprochent de celles du Nord de l’Espagne. Elles sont fondées par des groupes d’amis qui partagent un intérêt commun (tauromachie, chant, rugby, surf, football, histoire,…) ou activité professionnelle (salariés d’une entreprise, médecins,…).
À Bayonne les peñas sont regroupées au sein du groupement des Peñas Bayonnaises. Elles ont en commun la défense d’une identité culturelle, historique et festive, inspirée de l’histoire basco-gasconne de la cité. Elles promeuvent la vie de quartier, la convivialité et l’entraide. Les peñas historiques bénéficient d’un local dans les remparts de la ville. On retrouve la cinquantaine de peñas dans les trois quartiers de la ville.

### Roussillon ou pays Catalan
Dans cette partie de la France (correspondant au département des Pyrénées orientales), on parle de « penya »  ou de « penyes », les plus notables étant liées aux clubs de rugby de l'USAP et des Dragons catalans. 